# ビヤ樽ポルカ
『ビヤ樽ポルカ』（ビヤだるポルカ）または『ビア樽ポルカ』（ビアだるポルカ）（英語: Beer Barrel Polka、チェコ語: Škoda lásky）は、1927年（昭和2年）にチェコの音楽家ヤロミール・ヴェイヴォダが作曲したポルカである。1934年（昭和9年）に歌詞が追加され、その後、第二次世界大戦中に酒を飲む時の歌として世界的な人気を博した。

## 歴史
1927年（昭和2年）、チェコの音楽家ヤロミール・ヴェイヴォダによってポルカの音楽が作曲された。原曲はハ長調で、ヘ長調のBパートで終わる二部形式。
ヴェイヴォダがメロディを思いつき、エドゥアルド・イングリスに改良を依頼し、彼がこの曲の最初の編曲を手がけた。当時、この曲は歌詞がなく、『モドルジャニのポルカ』（チェコ語: Modřanská polka）として演奏されていた。
1934年（昭和9年）、バセク・ゼーマンによって『無駄な愛』（チェコ語: Škoda lásky）という題名でこのポルカに詩が付けられた。
このポルカは世界的に有名になった。1939年（昭和14年）6月にウィル・グラーエが録音した『ビヤ樽ポルカ』（英: Beer Barrel Polka）がアメリカの音楽番組「ユアヒットパレード」で1位を獲得した。この版はシャピロ・バーンスタイン社によって配給された。ウィル・グラーエは1934年（昭和9年）の初めにドイツ語版の『ビヤ樽ポルカ』（独: Rosamunde）を録音して、多くのセールスを記録していた。
急速に広まったのは、ミュンヘン会談によってチェコスロバキアがナチス・ドイツに占領され、その後、何千人ものチェコ人がこのキャッチーな曲を携えて世界各地に移住したからかもしれない。

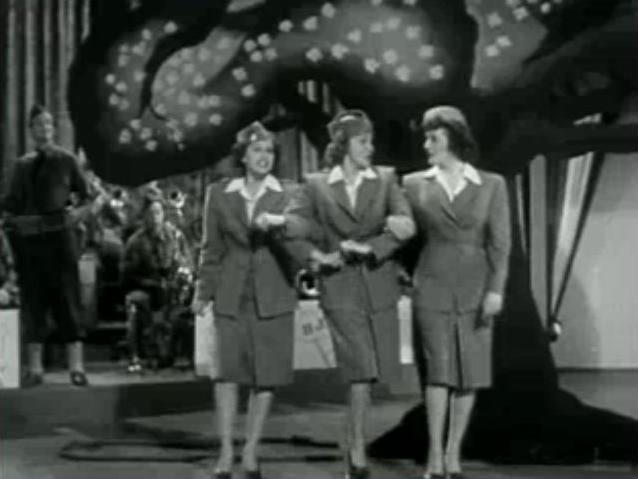
アメリカ陸軍の制服を着たアンドリューズ・シスターズ

英語での作詞はルー・ブラウンとウラジーミル・ティム（英: Wladimir Timm）が手掛けた。一方、この曲は1939年（昭和14年）にアンドリューズ・シスターズによって歌われたのを皮切りに、グレン・ミラー・オーケストラ、ベニー・グッドマン、ボビー・ヴィントン、ビリー・ホリデイ、そしてアルバム『ビヤ樽ポルカ』（英: Beer Barrel Polka）が100万枚以上のセールスを記録したジョー・パテック（英: Joe Patek）など、多くの人々によってレコーディングされ、演奏された。
第二次世界大戦中、この歌は多くの言語で作られ、忠誠心に関係なく兵士たちの間で人気を博した。1945年（昭和20年）の5月8日か9日のヨーロッパ戦勝記念日に、ハンフリー・リッテルトンがバッキンガム宮殿の外で手押し車の上に乗って演奏し、英国放送協会の放送でこの戦勝祝賀会の様子が流れた。
この曲は、ある国でヒットするとその国で作曲されたと何度も主張された。実際の作曲者が広く知られるようになったのは、戦後になってからのことである。

## 他の言語での題名
- イタリア語: Rosamunda
- ウクライナ語: Не вернуться роки мої молоді
- 英語: Beer Barrel Polka / The Barrel Polka / Roll Out the Barrel / Rosamunde
- オランダ語: Rosamunde / Rats, kuch en bonen
- カタルーニャ語: La polca de la cervesa
- ギリシャ語: Ροζαμούντα
- クロアチア語: Rozamunda
- スウェーデン語: Ut i naturen
- スペイン語: Polka del Barril / Polca de la Cerveza / Barrilito de Cerveza
- チェコ語（オリジナル）: Škoda lásky
- 中国語: 啤酒桶波尔卡 / 啤酒桶波爾卡
- デンマーク語: Hvor er min Kone
- ドイツ語: Rosamunde
- ノルウェー語: Hvor er min kone
- バスク語: Gora ta gora beti
- ハンガリー語: Sej-haj Rozi
- フィンランド語: Tonttujen joulupolkka / Böömiläinen polkka
- フランス語: Frida oum Papa
- ポーランド語: Banda / My młodzi, my młodzi, nam bimber nie zaszkodzi... / Szkoda miłości
- ポルトガル語 (ブラジル): Barril de chope
- ラトビア語: Rozamunde
- ロシア語: Розамунда

## カバーとオマージュ

### 曲
- 1975年（昭和50年）にボビー・ヴィントンが『ビヤ樽ポルカ』をレコーディングした。この曲は、数百万枚のセールスを記録した『愛のメロディー』に続くシングルとしてリリースされ、ビルボードで33位、キャッシュボックスのトップ40ヒットチャートで45位、オーストラリアで51位を記録した[11]。ジュークボックスで特に人気となり、このシングルの成功により、彼は同年のアルバム『ハート・オブ・ハーツ（英語版）』にこの曲を収録した。
- この曲は有名なエンターテイナー・リベラーチェの代表曲となった[要出典]。
- 1940年（昭和15年）に制作されたパロディ版はウルグアイのムルガのパフォーマーであるリネア・マジノ（ポルトガル語: Línea Maginot）の受け囃子として使われている[要出典]。
- エルトン・ジョンはノースウッドヒルズのパブで『キング・オブ・ザ・ロード（英語版）』とともにこの特別な曲を演奏することで知られていた[要出典]。
- ブライブ・コンボ（英語版）やジミー・スターは『ビヤ樽ポルカ』をアレンジした自作曲を発表している[要出典]。
- この曲はアコーディオン・ロック・バンドの「ゾーズ・ダーン・アコーディオンズ（英語版）」の定番曲であり、1992年（平成4年）にアルバム『ボンゴレ・フィザルモニカ（英語版）』にてスタジオバージョンを発表している[要出典]。
- ザ・ウィグルスは2005年（平成12年）に制作したミュージックビデオアルバム『セイリング・アラウンド・ザ・ワールド（英語版）』でこの曲を歌っている[要出典]。
- ジョン・セリー・シニア（英語版）は1954年（昭和29年）にアルバム『RCAシソーラス（英語版）』のためにアコーディオンとアンサンブルのためのポルカを編曲し録音した[要出典]。
- この曲は、メキシコのマノリタ・アリオラ（英語版）[12]や、キューバのエルザ・バジャダレス（スペイン語: Elsa Valladares）、ベネズエラのヒルダルド・モントーヤ（スペイン語版）とエル・グルーポ（スペイン語: El Grupo）、コロンビアのロス・エルマノス・コラレス（スペイン語: Los Hermanos Corrales）[13]、スペインのロス・ミスモス（スペイン語版）、アルゼンチンのAnteojito（スペイン語版）など、様々なアーティストたちによって、長年にわたって特にスペイン語で解釈されている。
- グレイトフル・デッドは曲間のフィラーとしてこの曲を演奏している。最も人気があったのは1974年（昭和49年）6月26日のロードアイランド州プロビデンスでの出来事だった。
- P. D. Q. バッハは、平均律クラヴィーア曲集のパロディ「The Short-Tempered Clavier」（邦題:『短気ん律クラヴィーア曲集』、1995年。全12曲）の第2曲ハ短調の前奏曲で、本曲を引用している（原曲の著作権があるため、楽譜には許可を取った旨記載がある）。

### スポーツ
- 1970年代以降、メジャーリーグのミルウォーキー・ブルワーズの試合では7回表終了時に行われるセブン・イニング・ストレッチ（英語版）でこの曲（通常はフランキー・ヤンコヴィック（英語版）のバージョン）が演奏されている。また、ウィスコンシン大学の数多くのスポーツイベントや、NFLのグリーンベイ・パッカーズのホームゲーム、NBAのミルウォーキー・バックスの試合などでも、ホームでの勝利の後などに演奏され、ウィスコンシン州の非公式な州歌の1つにもなっている[要出典]。
- 2016年のプレミアシップ・ラグビーを制したオーストラリアのナショナルラグビーリーグクラブクロヌラ＝サザランド・シャークス（英語版）は、勝利の歌『Up Up Cronulla』に『ビヤ樽ポルカ』の曲を使用している[要出典]。
- マイナーリーグベースボールのサンノゼ・ジャイアンツ（英語版）のホームゲームでは、相手チームの打者が「ビール打者」に指名される。サンノゼの投手がその打者を三振に打ち取ったら、三振直後の15分間、ビール専用列でビールが半額になる。このプロモーションは、試合の最初の6イニングのみ行われる。「ビール打者」が登板するたびに、また「ビール打者」の打席中（最初の6イニングまで）はストライクになる度に、『ビヤ樽ポルカ』が流れる。7回以降「ビール打者」は「アップルジュース打者」となり、彼が三振した場合には、ファンはマルティネリ（英語版）のアップルジュースが半額になる[要出典]。
- プロレスラーのクラッシャー・リソワスキーはこの曲を入場曲として使っていた。また、インタビュー中にこの曲を数小節口ずさむこともよくあった[要出典]。
- ドイツのサッカークラブ・FCバイエルン・ミュンヘンは、『FC Bayern, lala lalala lala』という曲で『ビヤ樽ポルカ』の曲を使用している[14]。
- イタリアのサッカークラブ・カルチョ・パドヴァはゴリアルジア（英語版）（イタリアの学生団体の一種）の歌『Dolce fiasco』（甘いフラゴン）に『ビヤ樽ポルカ』の曲を使っている[要出典]。

### 演劇・映画
- 1939年（昭和14年）の映画『マルクス兄弟珍サーカス（英語版）』でマルクス兄弟のチコ・マルクスがこの曲の変奏曲を演奏し、後に1946年（昭和21年）の『マルクス捕物帖（英語版）』で再演している[要出典]。
- 1941年（昭和16年）の映画『群衆』にこの曲のインストゥルメンタル・バージョンが登場する[要出典]。
- 1946年（昭和21年）の映画『捕われた心（英語版）』では、この曲は捕虜が収容所のスピーカーの音をかき消すために歌い、また、送還された兵士が故郷に到着したときに歌った[要出典]。
- 1949年（昭和24年）のアーサー・ミラーによる戯曲『セールスマンの死』には、この曲を口笛で吹く少女の録音が使われている[要出典]。
- 1979年（昭和54年）のウォルト・ディズニー・ピクチャーズの映画『ノース・アベニュー・イレギュラーズ（英語版）』では、テープレコーダーがアンドリューズ・シスターズのバージョンを再生しながら、パッツィ・ケリー（英語版）とバーバラ・ハリス（英語版）とヴァージニア・ケイパーズ（英語版）が歌うシーンがある[要出典]
- 1985年（昭和60年）のアルゼンチンの映画『霊柩車を待ちながら（スペイン語版）』にはインストゥルメンタル・バージョンが収録されている[要出典]。
- カール・デイヴィスが1916年（大正5年）の大作サイレント映画『イントレランス』に合わせて1990年（平成2年）に作曲したスコアでは、17分33秒の「ストライキ」のシーンで、『ビヤ樽ポルカ』が発表される10年も前の1916年を描いているにもかかわらず、デイヴィスは『ビヤ樽ポルカ』を取り入れている[15][16]。一般的なポルカのメロディを思い起こさせる意図があったのかもしれない。
- 2005年（平成17年）のマーベル・コミックの映画『ファンタスティック・フォー 超能力ユニット』のテーマ曲は『ビヤ樽ポルカ』からインスピレーションを受けており、作品内の随所で耳にすることができる[要出典]
- 2022年（令和4年）のドリームワークス・アニメーションのアニメーション映画『長ぐつをはいたネコと9つの命』では、犯罪一家「3びきのくま」のパパ・ベアが猫好きの老婆のママ・ルーナに「ピアノセラピー」（英: piano treatment）を行う場面でパパ・ベアがピアノを弾きながらママ・ルーナが『ビヤ樽ポルカ』を陽気に歌う描写がされている[要出典]。

### テレビ放送
- 1977年（昭和52年）にイギリスのテレビ番組『ランポール・オブ・ザ・ベイリー（英語版）』の「Rumpole and the Alternative Society」というエピソードのラストシーンで歌われている[要出典]。
- 『ミスター・ビーン Mr. Bean: The Animated Series』では、イギリスの女王がこの曲の一部をピアノ伴奏で歌っているエピソードがある[要出典]。
- 『ザ・クリティック（英語版）』では、訓練されたクマが、批評家のジェイ・シャーマン（英: Jay Sherman）のためにこの曲を演奏し、彼の番組に参加し続けようとするエピソードがある[要出典]。
- 『マッシュ』のシーズン10の第1話「That's Show Biz」において、将校クラブでエレノア・カーライル役のアマンダ・マクブルームが、ウィンチェスター少佐に「ドヴォルザークやブラームスだってフォークダンスを書いたのよ」と言った後に『ビヤ樽ポルカ』をピアノで弾くシーンがある[要出典]。
- 『OK捕虜収容所（英語版）』第1シーズンの第10話「Top Hat, White Tie and Bomb Sights」において、ホーガン大佐が、ノルデン爆撃照準器の詳細を知っていると、親ナチスの傾向を持っているドイツ空軍を説得する。その際に、ホーガン大佐は裏工作を固めるため、「ノルデン号」（The Norden）と名付けられた掃除機を盗聴器の前で作動させて、囚人たちが『ビヤ樽ポルカ』を大声で歌うことで会話を遮る。クリンク司令官は、歌の後ろで爆撃が行われているように聞こえたために、このパフォーマンスを本物と信じてしまう[要出典]。
- ドラマ『ファミリー・マターズ（英語版）』のシーズン8の11話「Chick-a-Boom」で、スティーブ・アーケル（英語版）が『ビヤ樽ポルカ』が流れると爆発する粉を作る[要出典]。
- 『そりゃないぜ!? フレイジャー』のシーズン5の10話「Where Every Bloke Knows Your Name」で、フレイジャー・クレイン（英語版）がパブで知り合ったばかりの友達と『ビヤ樽ポルカ』をイライラした感じで歌い、困惑したダフネ・ムーン（英語版）がそれを見守るシーンがある[要出典]。

### コミック
- 『ガール・ジーニアス（英語版）』のコミックおよびウェブコミックにおいて、主人公のアガサ・ヘテロダインが、移動遊園地の移動販売と樽から防御ロボットを作り出すが、そのロボットが一対の斧を振り回しながら『ビヤ樽ポルカ』を演奏する描写がある[要出典]。

## みんなのうた
NHKの『みんなのうた』では、1965年10月に『青空のポルカ』（あおぞらのポルカ）として紹介。作詞は峯陽、編曲は越部信義がそれぞれ手掛け、歌は東京放送児童合唱団が担当した。
長期に渡って再放送はされてなかったが、「みんなのうた発掘プロジェクト」で音声が提供され、初放送から54年後の2019年10月 - 11月にラジオのみで初再放送された。